# Шарм (Златна обала)
Шарм (фр. Charmes) насеље је и општина у источном делу централне Француске у региону Бургоња, у департману Златна обала која припада префектури Дижон.
По подацима из 2011. године у општини је живело 126 становника, а густина насељености је износила 19,3 становника/km². Општина се простире на површини од 6,53 km². Налази се на средњој надморској висини од 220 метара (максималној 232 m, а минималној 190 m).

## Демографија
| 1962. | 1968. | 1975. | 1982. | 1990. | 1999. | 2011. |
| ----- | ----- | ----- | ----- | ----- | ----- | ----- |
| 73    | 85    | 70    | 89    | 108   | 108   | 126   |

График промене броја становника у току последњих година